# Markus Jooste
Markus Johannes Jooste (* 22. Januar 1961 in Pretoria; † 21. März 2024 in Hermanus) war ein südafrikanischer Manager. Er war von 2000 bis 2017 CEO des Möbelkonzerns Steinhoff International Holdings.

## Leben
Jooste wurde als Sohn eines Postangestellten geboren. Er studierte an der Universität Stellenbosch Rechnungslegung.
1988 trat er in das Unternehmen Steinhoff ein. Im Jahr 2000 stieg er dort zum CEO auf. In dieser Funktion baute er das Unternehmen durch zahlreiche Zukäufe von einem Möbelhersteller zu einem Großkonzern in der Möbelindustrie auf.
Als am 7. Dezember 2015 der Wechsel der Haupt-Börsennotiz der Steinhoff International Holdings von Johannesburg nach Frankfurt erfolgte, bezeichnete Jooste dies als „wichtigen Tag in der Geschichte von Steinhoff“, verzichtete jedoch offiziell aufgrund von Nackenschmerzen auf den Flug von Südafrika nach Deutschland. Zuvor war eine Razzia von Steuerfahndern der Staatsanwaltschaft Oldenburg bei der europäischen Tochter von Steinhoff in Westerstede bekannt geworden.
Im August 2017 nahm die Staatsanwaltschaft Oldenburg Ermittlungen gegen Jooste wegen des Verdachts auf Bilanzfälschung im dreistelligen Millionenbereich auf. Am 5. Dezember 2017 räumte Steinhoff Unstimmigkeiten in seiner Bilanz ein, woraufhin Jooste seinen sofortigen Rücktritt als Konzernchef einreichte. 2022 verhängte die BaFin gegen das Unternehmen eine Geldbuße in Höhe von 11,29 Millionen Euro.
Am 18. April 2023 sollte vor dem Landgericht Oldenburg ein Strafprozess gegen Verantwortliche der Steinhoff-Gruppe beginnen. Die Staatsanwaltschaft warf Jooste Anstiftung und Beihilfe zur Bilanzfälschung in Höhe von 6,5 Milliarden Euro vor. Das Verfahren wurde jedoch vorläufig ausgesetzt, da Jooste nicht vor Gericht erschien. Die Staatsanwaltschaft beantragte daraufhin vor dem Oldenburger Gericht Haftbefehl gegen Jooste.

## Privates
Jooste lebte in Stellenbosch, war verheiratet und hatte drei Kinder. Er gehörte mit einem Vermögen von 260 Millionen US-Dollar zu den reichsten Südafrikanern. Er starb am 21. März 2024 im Alter von 63 Jahren durch Suizid, einen Tag, bevor der Haftbefehl gegen ihn vollzogen werden sollte.